# Ведерников, Борис Александрович
Борис Александрович Ведерников (род. 7 сентября 1967 года, Москва, РСФСР, СССР) — российский художник-живописец, член-корреспондент РАХ (2021).

## Биография
Родился 7 сентября 1967 года в Москве, где живёт и работает.
В 1985 году — окончил Московскую среднюю художественную школу, где учился у С. Н. Андрияки, Б. И. Горбунова; в 1992 году — окончил Московский государственный художественный институт имени В. И. Сурикова, мастерская станковой живописи профессора В. Н. Забелина; с 1997 по 2002 годы — стажёр Творческой мастерской живописи Российской академии художеств, руководители А. П. и С. П. Ткачевы.
С 1994 года — член Московского Союза художников.
С 2012 года — преподаватель курса масляной живописи Академии акварели и изящных искусств Сергея Андрияки.
В 2021 году — избран членом-корреспондентом Российской академии художеств от Отделения живописи.

### Семья
- отец — А. Ф. Ведерников (1927—2018) — советский оперный и камерный певец, педагог. Народный артист СССР (1976). Лауреат Государственной премии СССР (1969).
- мать — Н. Н. Ведерникова (1936—2022) — советская и российская органистка и пианистка.
- брат — А. А. Ведерников (1964—2020) — российский дирижёр. Главный дирижёр Большого театра России (2001—2009).

## Творческая деятельность
Основные произведения: «Настя» (2003, холст, масло, 90х80); «Весной в Париже» (2005, холст, масло, 35x45); «Вечер в Риме» (2006, холст, масло, 40x50); «Уголок Флоренции» (2008, холст, масло, 35x45); «Фарфор и серебро» (2011, холст, масло, 75x90); «Замоскворечье» (2013, холст, масло, 55х101); «Ирина» (2014, холст, масло, 35х30); «Утро в Падуе» (2014, холст, масло, 55х75); серия «Чудов монастырь» (2017, холст, масло, 100х130); Портрет народного артиста СССР А. Ф. Ведерникова (2018, холст, масло, 100х80); «Март в Вятке» (2019, холст, масло, 101х140); «Рассвет в Замоскворечье» (2019, холст, масло, 91х160); «Московское лето» (2020, холст, масло, 60х90); «Брюсов переулок» (2020, холст, масло, 50х70); «Вербное Воскресенье» (2020, холст, масло, 90х70); «Красная Пресня» (2021, холст, масло, 80х100); «Проспект Маркса» (2021, холст, масло, 50х70); «Таганка» (2021, холст, масло, 90х120).
Произведения находятся в коллекции Вятского художественного музея имени В. М. и А. М. Васнецовых, Щёлковского историко-художественного музея, в частных коллекциях в России и за рубежом.
Участник выставок с 1987 года.

## Награды
- Заслуженный художник Российской Федерации (2020)[1]

Ведомственные награды
- Медаль «200 лет Министерству обороны» (2002)
- Памятный знак «45 лет Центру профессиональной подготовки УТ МВД России по ЦФО» (2017)
- Орден «За службу России» (2018)
- Орден «За благородство помыслов и дел» (2019)
- Медаль «Органам внутренних дел на транспорте 100 лет» (2019)

Награды РАХ
- Дипломы (2002, 2012)
- Серебряная медаль (2014)